# Эджуорт, Ричард Лоуэлл
Ричард Лоуэлл Эджуорт — англо-ирландский политик, писатель и изобретатель. 

## Биография
Ричард Лоуэлл Эджуорт родился 31 мая 1744 года в Бате; внук по материнской линии судьи сэра Лоуэлла, он был отцом 22 детей, среди которых была писательница Мария Эджуорт. Видный английский экономист Фрэнсис Эджуорт приходится ему внуком.
Выпускник Тринити-колледжа и Оксфорда, Эджуорт известен как изобретатель машины для измерения площади земельных участков, а также гусеничного движителя (1770). Эджуорт также внёс вклад в разработку методов обучения.
Проживая в своём поместье Эджуэртстаун в графстве Лонгфорд он занимался осушением болот и улучшением дорог. Был соратником Генри Граттана в парламенте Ирландии с 1798 до принятия акта об унии Великобритании и Ирландии, выступая за равноправие католиков и реформу парламента. Основатель Ирландской королевской академии.
Ричард Лоуэлл Эджуорт умер 13 июня 1817 года в Эджуэртстауне.
Дочь Эджуорта — Анна, была замужем за учёным Томасом Беддоусом —  соратником Эджуорта по Bristol Pneumatic Institution.